# Jarl Hjalmarson
Jarl Harald Hjalmarson, född 15 juni 1904 i Helsingborg i Malmöhus län, död 26 november 1993 på Lidingö i Stockholms län, var en svensk politiker och ämbetsman, sist landshövding i Gävleborgs län. Han var partiledare för Högerpartiet 1950–1961.

## Biografi
Jarl Hjalmarson var son till generalmajor Harald Hjalmarson och Blenda Lindeborg. Han var elev vid Uppsala högre allmänna läroverk där han var klasskamrat med Dag Hammarskjöld och under flera år klassens ordningsman. Han började sina juridikstudier i Uppsala 1923 och var inledningsvis engagerad i Clartés studentförening, men övergick senare till den konservativa föreningen Heimdal, vars ordförande han var 1928–1929. Han avlade juris kandidatexamen 1929, och blev därefter statsminister Arvid Lindmans sekreterare till dess att dennes ministär upplöstes 1930. Hjalmarson blev då sekreterare och ombudsman i Högerns riksorganisation. År 1937 inträdde han i Köpmännens garantiförening, där han 1941 blev andre direktör. Året därefter blev han verkställande direktör vid Försäkringsbolagens förhandlingsorganisation.
Hjalmarson var vice ordförande i Högerpartiet från 1944 och ordförande 1950–1961. Under samma år var han högerns gruppledare i Andra kammaren. Han valdes in i andra kammaren som riksdagsledamot för Högerpartiet 1947 och stannade där tills han avgick som partiordförande 1961. I riksdagen deltog han som ledamot av bland annat utrikesutskottet.
Efter att Hjalmarson lämnade partipolitiken blev han landshövding i Gävleborgs län (1962–1971) och sedan ordförande i svenska Röda Korset (1970–1974). Han fortsatte vara humanitärt engagerad efter sin pensionering, bland annat som häktesbesökare för Röda Korset. När moderaterna grundade sin partistiftelse för demokratibistånd år 1994, uppkallades den efter Jarl Hjalmarson, Jarl Hjalmarsonstiftelsen.
Jarl Hjalmarson var också genom bland annat vänskapen med pingstledaren Lewi Pethrus engagerad i den tvärpolitiska organisationen Kristet Samhällsansvar (KSA) som arbetade för att få in fler kristna riksdagsledamöter för de olika partierna. Hjalmarson var också under en period positiv till och engagerad i en arbetsgrupp där man diskuterade möjligheterna att bilda ett kristet politiskt parti i Sverige. Det utmynnade sedan i bildandet av Kristen Demokratisk Samling där dock Hjalmarson inte var engagerad. Hjalmarson erbjöd tidigare Lewi Pethrus en riksdagsplats som dock icke realiserades. Dock blev Pethrus ledamot av Högerpartiets Kulturråd under en period.
Under 50- och 60-talet var han en av de mest engagerade förespråkarna för att Sverige skulle skaffa kärnvapen.
Jarl Hjalmarsons hade från unga år fingerfärdiga trolleritrick som fritidsnöje och var en gång i tiden en så pass duktig trollkarl att han blev tillfrågad om anställning hos cirkuskungen Brazil Jack. Hjalmarson avböjde dock detta för att istället verka inom politiken.
Han var från 29 juli 1933 gift med Eyvor Birgitta Hjalmarson (1910-1996), född Dahlén. De är begravna på Lidingö kyrkogård.

## Utmärkelser
- Kommendör med stora korset av Nordstjärneorden, 5 juni 1971.[5]